# Fuerzas Armadas de Pakistán
Las Fuerzas Armadas de Pakistán (en urdu: پاکستان مسلح افواج,‎, romanizado: Pākistān Musāllah Afwāj; pronunciado [ˈpaːkɪstaːn mʊsaːləɦ əfwaːdʒ] ) son las fuerzas armadas de Pakistán. Es el sexto ejército más grande del mundo medido por personal militar activo y consta de tres servicios uniformados formalmente: el Ejército, la Armada y la Fuerza Aérea, que están respaldados por varias fuerzas paramilitares como la Guardia Nacional y las Fuerzas Armadas Civiles.
Según Global Firepower, las Fuerzas Armadas de Pakistán están clasificadas como el séptimo ejército más poderoso del mundo. Un componente crítico de la estructura de las fuerzas armadas es la Fuerza de División de Planes Estratégicos, que es responsable del mantenimiento y salvaguardia de las reservas y activos de armas nucleares tácticas y estratégicas de Pakistán.
El presidente de Pakistán es el comandante en jefe de las Fuerzas Armadas de Pakistán y la cadena de mando está organizada bajo el presidente del Comité de Jefes de Estado Mayor Conjunto (JCSC) junto a los respectivos Jefes de Estado Mayor del Ejército, Armada y Fuerza Aérea. Todas las ramas se coordinan sistémicamente durante las operaciones y misiones conjuntas bajo el Cuartel General del Estado Mayor Conjunto (JSHQ).

## Historia
Desde el Acuerdo chino-paquistaní de 1963, el ejército paquistaní ha tenido estrechas relaciones con China, trabajando conjuntamente para desarrollar el JF-17, el K-8 y varios sistemas de armas. A partir de 2021, China era el mayor proveedor extranjero de equipo militar a Pakistán en armas importantes. Ambas naciones también cooperan en el desarrollo de sus programas de tecnología espacial y nuclear. El Ejército Popular de Liberación de China y las Fuerzas Armadas de Pakistán mantienen un calendario regular de ejercicios militares conjuntos. Además de esto, el ejército pakistaní también mantiene estrechas relaciones con los Estados Unidos, que otorgó a Pakistán el estatus de principal aliado fuera de la OTAN en 2004. Como tal, Pakistán obtiene la mayor parte de su equipo militar de China, los Estados Unidos y sus propios proveedores nacionales.
Las Fuerzas Armadas de Pakistán se formaron en 1947, cuando Pakistán se independizó del Imperio Británico. Desde entonces, han jugado un papel decisivo en la historia moderna de Pakistán, sobre todo debido a las grandes guerras que libraron con India en 1947-1948, 1965 y 1971. Las fuerzas armadas han tomado el control del gobierno en varias ocasiones, formando en consecuencia lo que los analistas denominan un estado profundo denominado "El Establecimiento". La necesidad de la gestión de fronteras condujo a la creación de la Guardia Nacional y las Fuerzas Armadas Civiles para hacer frente a los disturbios civiles en el noroeste, así como la seguridad de las zonas fronterizas en Punyab y Sind por parte de las tropas paramilitares. En 2017, las Fuerzas Armadas de Pakistán tenían aproximadamente 654 000 miembros del personal activo, excluyendo entre 25 000 y 35 000 miembros del personal en las Fuerzas de la División de Planes Estratégicos y 482 000 miembros del personal activo en las diversas fuerzas paramilitares. El ejército ha tenido tradicionalmente una gran cantidad de voluntarios y, por lo tanto, el servicio militar obligatorio nunca ha entrado en vigor, aunque tanto la Constitución de Pakistán y la legislación complementaria permite el servicio militar obligatorio en estado de guerra. 
Con el 18,3% del gasto del gobierno nacional en 2021, después de los pagos de intereses, el ejército de Pakistán absorbe una gran parte del presupuesto anual del país. Las fuerzas armadas son generalmente altamente aprobadas en la sociedad pakistaní. Desde la fundación de Pakistán, el ejército ha desempeñado un papel clave en mantener unido al estado, promover un sentimiento de nación y proporcionar un bastión de servicio desinteresado. En abril de 2021, Pakistán era el sexto mayor contribuyente a los esfuerzos de mantenimiento de la paz de las Naciones Unidas, con 4516 personas desplegadas en el extranjero. Otros despliegues en el extranjero han consistido en personal militar paquistaní que actúa como asesor militar en varios países africanos y árabes. El ejército pakistaní ha mantenido divisiones de combate y presencia de brigadas en algunos estados árabes durante las guerras árabe-israelíes, ayudó a las fuerzas de la coalición liderada por Estados Unidos en la primera Guerra del Golfo contra Irak y participó activamente en los conflictos somalí y bosnio.